# César Bianchi
César Bianchi Cabrera (* 10. November 1977 in Rivera, Uruguay) ist ein uruguayischer Journalist und Schriftsteller.

## Biografie
Er war Absolvent in sozialer Kommunikation (Katholische Universität von Uruguay), Bianchi ist auch Meister in digitalem Journalismus (Universität Alcalá, Madrid, 2013).
Bianchi hat in der Zeitung El País gearbeitet. Er war auch in mehreren Rundfunksendungen und Fernsehprogrammen tätig.
In seinen Sachbüchern behandelt er Themen wie Prostitution (Mujeres bonitas, Sugar Daddy), Tötung (Muertos acá nomás), Femizid (Valeria no pudo bailar), Gewalt, Fußball (A lo Peñarol).

## Werke
- 2008, Mujeres bonitas (ISBN 978-9974-701-55-7)[2]
- 2013, A lo Peñarol (ISBN 978-9974-683-79-2)[7][8]
- 2014, Muertos acá nomás (ISBN 978-9974-713-75-8)[5]
- 2017, Valeria no pudo bailar.(ISBN 978-9974-881-17-4)[6]
- 2019, Cebolla Rodríguez (mit Javier Tairovich).
- 2020, Sugar Daddy (ISBN 978-9915-652-66-5) [3][4]

## Auszeichnungen
- 2007: ausgezeichnet im Lateinamerika-Wettbewerb des UNDPs[1]
- 2010: Finalteilnehmer im Preis der Fundación Gabo (ehemals Fundación Nuevo Periodismo Iberoamericano) für seine Chronik “El presidente improbable” über José Mujica[9]